# Asplenium eatonii
Asplenium eatonii là một loài thực vật có mạch trong họ Aspleniaceae. Loài này được Davenp. miêu tả khoa học đầu tiên năm 1896.